# 크리스 셰필드
크리스 셰필드(Chris Sheffield, 1988년 7월 13일 ~ )는 미국의 배우, 텔레비전 배우, 영화배우이다.
알링턴에서 태어났다.

## 방송
- 아쿠아리스
- 더 라스트 쉽

## 영화
- 더 스탠포드 프리즌 엑스페리먼트 (2015년)
- 라스트쉽 (2014년)
- 메이즈 러너 (2014년) - 벤 역
- 제너럴 에듀케이션 (2012년) - 르비 콜린스 역
- 트랜스포머 3 (2011년)
- 그릭 1 (2007년)
- 루키 (2002년)